# Rodrigo Moreira
Rodrigo Miguel Moreira (Villa Constitución, 15 de julho de 1996) é um futebolista profissional argentino que atua como defensor.

## Carreira
Moreira se profissionalizou no Independiente em 2014.

### Independiente
Rodrigo Moreira integrou o Independiente na campanha vitoriosa da Copa Sulamericana de 2017.

## Títulos
Independiente
- Copa Sul-americana: 2017